# Observatoire volcanologique de Californie
L'observatoire volcanologique de Californie, en anglais California Volcano Observatory, ou CalVO, est un observatoire volcanologique américain assurant la surveillance des volcans de Californie. Il dépend de l'Institut d'études géologiques des États-Unis, une agence scientifique relevant du gouvernement américain.
Le CalVO remplace l'observatoire de Long Valley, en anglais Long Valley Observatory, qui jusqu'en 2012 se spécialisait dans l'étude de la caldeira de Long Valley.